# Alex brunnescens
Alex brunnescens é uma espécie de inseto do gênero Alex, pertencente à família Formicidae.